# Trollkarlens hatt
Trollkarlens hatt är den tredje boken av Tove Jansson i serien om Mumintrollen, och den som blev hennes egentliga genombrott. Den kom ut första gången 1948 i Finland på bokförlaget Schildts och därefter i Sverige året därpå på AWE/Gebers. Nyutgåvor har utkommit på bland annat Alfabeta 2004.

## Handling
Boken utspelar sig under några sommarmånader och inleds med att Mumintrollet hittar en hatt, som visar sig ha magiska egenskaper. Allt som placeras i hatten förvandlas, vilket leder till märkligheter och förvecklingar. Ett äggskal som läggs i hatten förvandlas till fem moln som vännerna glatt svävar runt på. Nästa dag har molnen försvunnit och ingen vet varifrån de kom. Under en kurragömmalek använder Mumintrollet hatten som gömställe och förvandlas tillfälligt till en motbjudande varelse och ingen känner igen honom, förutom Muminmamman.
Efter att ha upptäckt hattens egenskaper och använt den för att förvandla en del saker, bestämmer sig familjen för att göra sig av med den och kastar den i en flod men Mumintrollet och Snusmumriken återfår den under natten och gömmer den i grottan vid havet, där Bisamråttan blir livrädd när hans löständer blir till något förfärligt (exakt vad nämns inte).
Muminfamiljen reser till Hattifnattarnas ö i en båt de hittat och Muminhuset förvandlas till en djungel när Muminmamman av misstag råkar tappa en bukett rosa perenner i hatten. Under natten vissnar djungeln och de döda växterna används som ved när Mameluken, en stor fisk som vännerna tidigare fiskade upp, blir stekt.
Tofslan och Vifslan anländer till dalen bärande på en stor kappsäck innehållande Kungsrubinen, som de stal från Mårran. Efter en rättegång (ledd av Snorken) går Mårran med på att byta rubinen mot Trollkarlens hatt.
Tofslan och Vifslan stjäl Muminmammans handväska för att använda den som säng, men lämnar tillbaka den då de inser hur ledsen hon blev. Muminfamiljen ordnar till en fest för att fira upphittandet av handväskan och under festen anländer Trollkarlen (med en ny hatt) och kräver att få Kungsrubinen, men Tofslan och Vifslan vägrar ge ifrån sig den.
För att muntra upp sig själv ger Trollkarlen alla på festen en önskning. Även om alla inte fick exakt det de önskade blir Trollkarlen nöjd när Tofslan och Vifslan önskar en exakt kopia av rubinen som de ger åt honom - Drottningsrubinen. (Trollkarlen kunde alltså bara uppfylla önskningar åt andra).

## Figurer som presenteras i boken
- Mårran
- Tofslan och Vifslan
- Trollkarlen

## Filmatiseringar
| TV-serie                             | Avsnitt baserade på boken |
| Jul i Mumindalen (Sverige, mimserie) | 17–20 |
| Mumintrollen (Polen, dockserie)      | 1: "Vår i Mumindalen" 2: "Kung av Kalifornien" 3: "Myrlejonet" 4: "Ön" 5: "Storm över ön" 6: "Strandfynd" 7: "Hallonsaft" 8: "En djungel inomhus" 9: "Små gäster" 10: "Rättegången mot Mårran" 11: "Snusmumriken ger sig iväg" 12: "Muminmammans handväska" 13: "Kungsrubinen" 14: "Uppfyllda önskningar" 15: "Höstfesten" |
| I Mumindalen (Japan, animerad serie) | 1: "Vår i Mumindalen" 2: "Den förtrollade hatten" 3: "Båten på stranden" 4: "Hattifnattarnas ö" 5: "Strandfynd" 6: "Små gäster" 7: "Kappsäcken" 8: "Den stora festen" |